# 푸시킨스카야역 (모스크바 지하철)
푸시킨스카야역(러시아어: Пушкинская)은 모스크바 지하철 타간스코 크라스노프레스넨스카야 선의 역이다. 1975년 12월 17일에 개장했다.
본 역은 두 개의 출입구가 있으며, 모스크바 지하철에서 가장 붐비는 곳 중 하나이다.

## 역사
푸시킨스카야 역은 1975년 12월 17일에 개장하였다.

## 구조
플랫폼의 중앙 부분 조명은 19세기 샹들리에 양초처럼 두 줄로 늘어서 있고 플라펠이 양초처럼 보이는 스타일링된 모습으로 만들어진 반면, 측면 플랫폼은 비슷한 플라펠을 가진 촛대를 가지고 있다. 흰 대리석으로 덮인 기둥은 야자수 잎사귀로 장식되어 있고 회색 대리석 벽은 러시아의 위대한 시인 알렉산드르 푸시킨의 작품을 바탕으로 측정된 삽입물로 장식되어 있다. 회색 화강암 바닥은 명작의 모습을 완성시킨다. 건축학적으로 본 역은 1960년대의 기능경제설계에 종지부를 찍고 장식적인 '엑스트라'를 피하기 위한 니키타 흐루시초프의 투쟁방침에 반하여 1958~59년의 역들이 디자인에 큰 변화를 가져왔다.

## 지리
모스크바의 밤 생활의 중심지인 푸시킨 광장(Пушкинская площадь, 푸시킨스카야 플로샤디) 아래에 위치하고 있으며, 트베르 거리(Тверская Улица, 트베르스카야 울리차)와 트베르 대로(Тверской Бульвар, 트베르스코이 불바르)와 연결되어 있다. 1979년에는 자모스크보레츠카야 선의 고코프스카야 역(현, 트베르스카야 역)과 합쳐졌다. 반대쪽 끝부분에는 위대한 시인의 흉상으로 장식되었으나, 1987년에 세르푸홉스코 티미랴젭스카야 선의 체홉스카야 역의 두 에스컬레이터 계단 지하로 통하는 길이 개방되었다. 흉상은 대로 고리의 스트라스노이 대로에 있는 신문 이즈베스티아의 사무실 건물에 세워진 복합 전각으로 옮겨졌다. 역간 이동 시 기둥 중앙에서 이어지는 울타리 계단을 통해 전정부를 우회할 수 있다.

## 환승
이 역에서는 자모스크보레츠카야 선의 트베르스카야 역과 세르푸홉스코 티미랴젭스카야 선의 체홉스카야 역으로 갈아탈 수 있다.

## 같이 보기
- (러시아어) metro.ru